# هاتون کانیرز
هاتون کانیرز (به انگلیسی: Hutton Conyers) یک روستا و محله مدنی در بریتانیا است که در بخش هروگت واقع شده‌است. هاتون کانیرز ۲۱۳ نفر جمعیت دارد.